# Movimento Mau

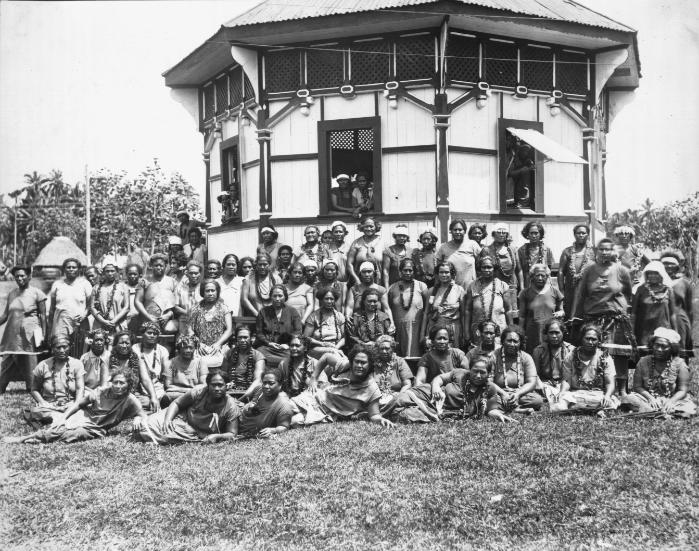
grupo de mulheres do movimento mau em 1930

O Mau foi um movimento não violento pela independência samoana do domínio colonial durante a primeira metade do século XX. Mau significa “resoluto” ou “resolvido” no sentido de “opinião”, “inabalável”, “a ser decidido” ou “testemunho”; também denotando 'força firme' em samoano. O lema para o Mau eram as palavras Samoa mo Samoa (Samoa para os samoanos). Da mesma forma, em havaiano Mau significa lutar ou perseverar, e muitas vezes está ligado à poesia havaiana relacionada às lutas de independência e soberania.
O movimento teve seu início na ilha de Savai'i com a resistência Mau a Pule no início de 1900, com amplo apoio em todo o país no final da década de 1920. À medida que o movimento crescia, a liderança ficou sob a chefia da elite do país, os tradicionais líderes matai entrincheirados na tradição samoana e fa'a Samoa. O Mau incluiu mulheres que apoiaram a organização nacional por meio de liderança e organização, além de participar de marchas. Os torcedores usavam um uniforme Mau de lavalava azul marinho com uma faixa branca que mais tarde foi proibida pela administração colonial.
O movimento Mau culminou em 28 de dezembro de 1929 nas ruas da capital Apia, quando a polícia militar da Nova Zelândia disparou contra uma procissão que tentava impedir a prisão de um de seus integrantes. O dia ficou conhecido como Sábado Negro. Até onze samoanos foram mortos, incluindo o líder Mau e um dos chefes supremos de Samoa Tupua Tamasese Lealofi III com muitos outros feridos. Um policial da Nova Zelândia foi espancado até a morte por manifestantes após o início das hostilidades.
Os esforços do movimento Mau acabariam por resultar na independência política de Samoa em 1962, mas o auge da atividade do movimento nas Ilhas Ocidentais ocorreu no final da década de 1920 e início da década de 1930.

## Movimento na Samoa Americana
O movimento Mau foi uma oposição indígena à anexação das ilhas do leste da Samoa pelos EUA em 1899, e teve manifestações nos grupos de ilhas ocidentais e orientais. Apresentou a assinatura de petições em esforços para decretar a transformação política em relação ao governo colonial americano e incluiu esforços para resistir à tributação da copra.
Houve um Mau da Samoa Americana que aconteceu em Tutuila, na Samoa Americana, na década de 1920. Surgiu como resultado da flutuação dos preços da copra e representou uma afronta aberta à Marinha americana e seus padrões de tratamento do povo indígena samoano e o desrespeito dos costumes samoanos, concepções de autogoverno e do modo de vida samoano. Este movimento recebeu muita cobertura da imprensa nos Estados Unidos, tanto favorável quanto desfavorável.
O líder do movimento, Samuel Ripley, de Leone, Tutuila, estava efetivamente exilado da Samoa Americana, quando foi impedido pelas autoridades da Marinha dos EUA de desembarcar de um navio que voltava da Califórnia para Pago Pago, e nunca foi autorizado a retornar à sua terra natal. Ele acabou se tornando o prefeito de Richmond, Califórnia.
Os Estados Unidos enviaram um comitê para a Samoa Americana em 1930, incluindo cidadãos americanos do Havaí que tiveram um papel proeminente na derrubada do Reino do Havaí e da rainha Lili'uokalani. Seu relatório, favorável à posição dos EUA, teve uma influência considerável na política dos EUA, e a Samoa Mau americana foi totalmente reprimida pelos EUA. Sua influência, no entanto, continuou a ser sentida.